# Олексюк Дмитро Григорович
Олексюк Дмитро Григорович (1990-2023) – солдат, навідник кулеметного відділення  ВЧ А1008. Псевдо – Дімон. 

## Життєпис
Народився 29.08.1990 року в селі Севрюки Красилівського району Хмельницької області. З листопада 1990 року жив у місті Нетішині. З 1996 року по 2007 рік Дмитро навчався в Нетішинському НВК «ЗОШ І-ІІ ст. та ліцей».    
У 2007 р. вступив до Севастопольського національного університету ядерної енергії та промисловості. Після навчання працював у м. Севастополі промисловим альпіністом. У 2014 р. повернувся в рідне місто. Працював у Палаці культури електромонтером.2018 р. поїхав працювати в Польщу.  
З перших днів повномасштабного вторгнення займався волонтерською діяльністю. За станом здоров’я Дмитро був звільнений від військової служби, але патріотизм та біль за рідну Україну спонукали його в жовтні 2023 р. прийняти присягу і вступити до лав ЗСУ. Був водієм-електриком у ВЧ А4935, а 21.12.23 р. переведений до ВЧ А1008 навідником кулеметного відділення. Воював у складі 14-ї окремої механізованої бригади імені Князя Романа Великого. Загинув  під час виконання бойового завдання в селищі Першотравневе Куп’янського району Харківської області 30 грудня 2023 року. Похований у місті Нетішині.

## Нагороди
- Нагороджений орденом «За мужність» ІІІ ступеня, нагрудним знаком «За честь і мужність».[джерело?]

1. ↑  Шевчук, Катерина (9 січня 2024). Боронячи Україну загинув Дмитро Олексюк з Хмельниччини. Суспільне | Новини (укр.). Процитовано 7 травня 2025.